# Amphizoa lecontei
Amphizoa lecontei är en skalbaggsart som beskrevs av Matthews 1872. Amphizoa lecontei ingår i släktet Amphizoa och familjen Amphizoidae. Inga underarter finns listade i Catalogue of Life.